# Lijst van nummer 1-albums in de Nederlandse Album Top 100 in 2017
Onderstaande albums stonden in 2017 op nummer 1 in de Nederlandse Album Top 100. De lijst wordt samengesteld door GfK Dutch Charts.
| Nummer | Datum        | Artiest                                                                 | Titel                    |
| ------ | ------------ | ----------------------------------------------------------------------- | ------------------------ |
| 779    | 7 januari    | The Rolling Stones                                                      | Blue & Lonesome          |
| 775    | 14 januari   | Kensington                                                              | Control                  |
| 780    | 21 januari   | The xx                                                                  | Coexist                  |
| 775    | 28 januari   | Kensington                                                              | Control                  |
|        | 4 februari   | Kensington                                                              | Control                  |
| 781    | 11 februari  | Elbow                                                                   | Little Fictions          |
| 782    | 18 februari  | Rag'n'Bone Man                                                          | Human                    |
| 783    | 25 februari  | Romy Monteiro                                                           | Tribute to Whitney       |
| 784    | 4 maart      | Vreemde Kostgangers (George Kooymans/Boudewijn de Groot/Henny Vrienten) | Vreemde Kostgangers      |
| 785    | 11 maart     | Ed Sheeran                                                              | ÷                        |
|        | 18 maart     | Ed Sheeran                                                              | ÷                        |
| 786    | 25 maart     | Boef                                                                    | Slaaptekort              |
|        | 1 april      | Boef                                                                    | Slaaptekort              |
|        | 8 april      | Boef                                                                    | Slaaptekort              |
|        | 15 april     | Boef                                                                    | Slaaptekort              |
|        | 22 april     | Boef                                                                    | Slaaptekort              |
| 785    | 29 april     | Ed Sheeran                                                              | ÷                        |
| 787    | 6 mei        | Ayreon                                                                  | The source               |
| 785    | 13 mei       | Ed Sheeran                                                              | ÷                        |
| 788    | 20 mei       | Harry Styles                                                            | Harry Styles             |
| 789    | 27 mei       | André Hazes jr.                                                         | Wijzer                   |
| 790    | 3 juni       | Lil' Kleine                                                             | Alleen                   |
|        | 10 juni      | Lil Kleine                                                              | Alleen                   |
|        | 17 juni      | Lil Kleine                                                              | Alleen                   |
|        | 24 juni      | Lil Kleine                                                              | Alleen                   |
|        | 1 juli       | Lil Kleine                                                              | Alleen                   |
| 791    | 8 juli       | Ronnie Flex                                                             | Rémi                     |
| 792    | 15 juli      | SFB                                                                     | 77 nachten               |
| 790    | 22 juli      | Lil' Kleine                                                             | Alleen                   |
|        | 29 juli      | Lil' Kleine                                                             | Alleen                   |
|        | 5 augustus   | Lil' Kleine                                                             | Alleen                   |
|        | 12 augustus  | Lil' Kleine                                                             | Alleen                   |
|        | 19 augustus  | Lil' Kleine                                                             | Alleen                   |
|        | 26 augustus  | Lil' Kleine                                                             | Alleen                   |
| 793    | 2 september  | Queens Of The Stone Age                                                 | Villains                 |
| 794    | 9 september  | Lijpe                                                                   | Zandloper                |
|        | 16 september | Lijpe                                                                   | Zandloper                |
| 795    | 23 september | Foo Fighters                                                            | Concrete and Gold        |
| 796    | 30 september | Nick & Simon                                                            | Aangenaam                |
| 790    | 7 oktober    | Lil' Kleine                                                             | Alleen                   |
| 797    | 14 oktober   | Sevn Alias                                                              | Picasso                  |
| 798    | 21 oktober   | P!nk                                                                    | Beautiful Trauma         |
| 799    | 28 oktober   | Niall Horan                                                             | Flicker                  |
| 800    | 4 november   | Jonna Fraser                                                            | Blessed II               |
| 801    | 11 november  | Sam Smith                                                               | The Thrill of it All     |
| 802    | 18 november  | Taylor Swift                                                            | Reputation               |
| 803    | 25 november  | Marco Borsato                                                           | Thuis                    |
| 804    | 2 december   | Kinderen voor Kinderen                                                  | Gruwelijk eng - 38       |
| 805    | 9 december   | U2                                                                      | Songs of Experience      |
| 806    | 16 december  | 3robi                                                                   | Jonge Jongen naar de Top |
| 807    | 23 december  | Eminem                                                                  | Revival                  |
| 785    | 30 december  | Ed Sheeran                                                              | ÷                        |